# Roy Koch
Roy Koch (ur. w 1969) – niemiecki skoczek narciarski, reprezentant Niemieckiej Republiki Demokratycznej, mistrz świata juniorów w drużynie w 1987 roku.
4 lutego 1987 roku na 92-metrowej skoczni Trampolino di Pakstall w Asiago, podczas mistrzostw świata juniorów zdobył złoty medal w konkursie drużynowym, w którym wystartowali z nim Mike Arnold i Ingo Züchner.

## Mistrzostwa świata juniorów
| Miejsce | Dzień    | Rok  | Miejscowość | Konkurs                         | Wynik     | Strata   | Zwycięzca         |
| ------- | -------- | ---- | ----------- | ------------------------------- | --------- | -------- | ----------------- |
| 4.      | 2 lutego | 1987 | Asiago      | Skocznia normalna indywidualnie | 228,8 pkt | 21,9 pkt | Ari-Pekka Nikkola |
| 1.      | 4 lutego | 1987 | Asiago      | Skocznia normalna drużynowo     | 614,4 pkt | –        | –                 |